# Oscarverleihung 1956
Übersicht aller ausgezeichneten Filme

◄◄ | ◄ | 1952 | 1953 | 1954 | 1955 | Oscarverleihung 1956 | 1957 | 1958 | 1959 | 1960 | ► | ►►

Weitere Ereignisse
Die Oscarverleihung 1956 fand am 21. März 1956 im RKO Pantages Theatre in Los Angeles und im NBC Century Theatre in New York City statt. Es waren die 28th Annual Academy Awards. Im Jahr der Auszeichnung werden immer Filme des vergangenen Jahres ausgezeichnet, in diesem Fall also die Filme des Jahres 1955.
| Film                                 | N | A |
| ------------------------------------ | - | - |
| Alle Herrlichkeit auf Erden          | 8 | 3 |
| Marty                                | 8 | 4 |
| Die tätowierte Rose                  | 8 | 3 |
| Picknick                             | 6 | 2 |
| Tyrannische Liebe                    | 6 | 1 |
| Jenseits von Eden                    | 4 | 1 |
| Oklahoma!                            | 4 | 2 |
| Die Saat der Gewalt                  | 4 | 0 |
| Schwere Jungs – leichte Mädchen      | 4 | 0 |
| Und morgen werd’ ich weinen          | 4 | 1 |
| Daddy Langbein                       | 3 | 0 |
| … denn sie wissen nicht, was sie tun | 3 | 0 |
| Keine Zeit für Heldentum             | 3 | 1 |
| Der Mann mit dem goldenen Arm        | 3 | 0 |
| Stadt in Angst                       | 3 | 0 |
| Über den Dächern von Nizza           | 3 | 1 |
| Unterbrochene Melodie                | 3 | 1 |
| The Battle of Gettysburg             | 2 | 0 |
| Die Brücken von Toko-Ri              | 2 | 1 |
| Ehe in Fesseln                       | 2 | 0 |
| The Face of Lincoln                  | 2 | 1 |
| Traum meines Lebens                  | 2 | 0 |
| Vorwiegend heiter                    | 2 | 0 |

## Moderation
Jerry Lewis (Los Angeles); Claudette Colbert, Joseph L. Mankiewicz (New York City)

## Gewinner und Nominierungen

### Bester Film
präsentiert von Audrey Hepburn
Marty – Harold Hecht
Alle Herrlichkeit auf Erden (Love Is a Many-Splendored Thing) – Buddy Adler
Keine Zeit für Heldentum (Mister Roberts) – Leland Hayward
Picknick (Picnic) – Fred Kohlmar
Die tätowierte Rose (The Rose Tattoo) – Hal B. Wallis

### Beste Regie
präsentiert von Jennifer Jones
Delbert Mann – Marty
Elia Kazan – Jenseits von Eden (East of Eden)
David Lean – Traum meines Lebens (Summertime)
Joshua Logan – Picknick (Picnic)
John Sturges – Stadt in Angst (Bad Day at Black Rock)

### Bester Hauptdarsteller

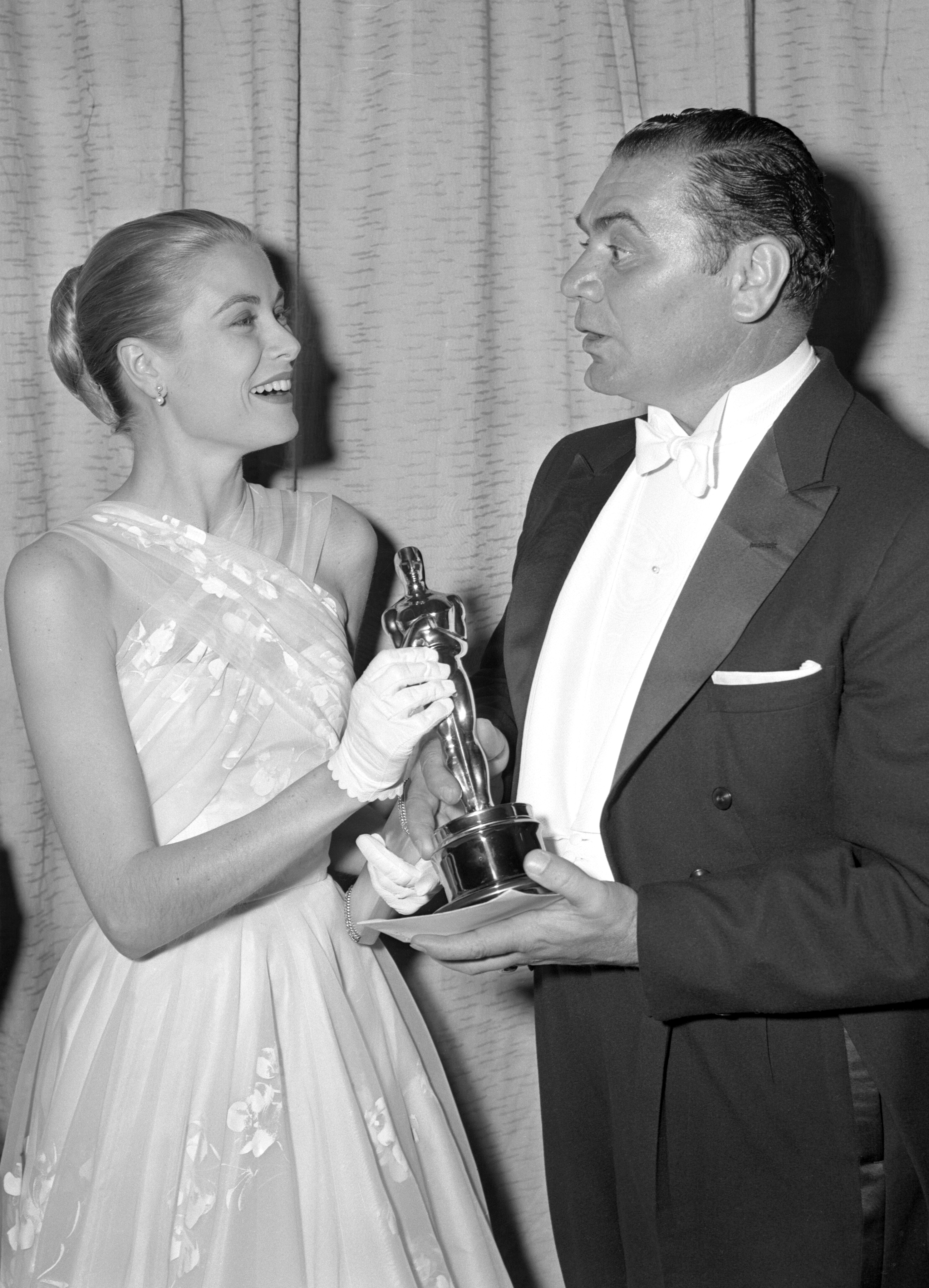
Ernest Borgnine mit Grace Kelly bei der Verleihung

präsentiert von Grace Kelly
Ernest Borgnine – Marty
James Cagney – Tyrannische Liebe (Love Me or Leave Me)
James Dean – Jenseits von Eden (East of Eden)
Frank Sinatra – Der Mann mit dem goldenen Arm (The Man with the Golden Arm)
Spencer Tracy – Stadt in Angst (Bad Day at Black Rock)

### Beste Hauptdarstellerin
Anna Magnani – Die tätowierte Rose (The Rose Tattoo)
Susan Hayward – Und morgen werd’ ich weinen (I’ll Cry Tomorrow)
Katharine Hepburn – Traum meines Lebens (Summertime)
Jennifer Jones – Alle Herrlichkeit auf Erden (Love Is a Many-Splendored Thing)
Eleanor Parker – Unterbrochene Melodie (Interrupted Melody)

### Bester Nebendarsteller
Jack Lemmon – Keine Zeit für Heldentum (Mister Roberts)
Arthur Kennedy – Das Komplott (Trial)
Joe Mantell – Marty
Sal Mineo – … denn sie wissen nicht, was sie tun (Rebel without a Cause)
Arthur O’Connell – Picknick (Picnic)

### Beste Nebendarstellerin
präsentiert von Edmond O’Brien
Jo Van Fleet – Jenseits von Eden (East of Eden)
Betsy Blair – Marty
Peggy Lee – Es geschah in einer Nacht (Pete Kelly’s Blues)
Marisa Pavan – Die tätowierte Rose (The Rose Tattoo)
Natalie Wood – … denn sie wissen nicht, was sie tun (Rebel without a Cause)

### Bestes adaptiertes Drehbuch
präsentiert von Ernest Borgnine und Anna Magnani
Paddy Chayefsky – Marty
Richard Brooks – Die Saat der Gewalt (Blackboard Jungle)
Daniel Fuchs, Isobel Lennart – Tyrannische Liebe (Love Me or Leave Me)
Millard Kaufman – Stadt in Angst (Bad Day at Black Rock)
Paul Osborn – Jenseits von Eden (East of Eden)

### Bestes Originaldrehbuch
präsentiert von Ernest Borgnine und Anna Magnani
Sonya Levien, William Ludwig – Unterbrochene Melodie (Interrupted Melody)
Betty Comden, Adolph Green – Vorwiegend heiter (It’s Always Fair Weather)
Emmet Lavery, Milton Sperling – Verdammt zum Schweigen (The Court-Martial of Billy Mitchell)
Henri Marquet, Jacques Tati – Die Ferien des Monsieur Hulot (Les Vacances de Monsieur Hulot)
Jack Rose, Melville Shavelson – Komödiantenkinder (The Seven Little Foys)

### Beste Originalgeschichte
präsentiert von Ernest Borgnine
Daniel Fuchs – Tyrannische Liebe (Love Me or Leave Me)
Joe Connelly, Bob Mosher – Der Privatkrieg des Major Benson (The Private War of Major Benson)
Beirne Lay junior – In geheimer Kommandosache (Strategic Air Command)
Jean Marsan, Jacques Perret, Raoul Ploquin, Henry Troyat, Henri Verneuil – Der Hammel mit den fünf Beinen (Le Mouton à cinq pattes)
Nicholas Ray – … denn sie wissen nicht, was sie tun (Rebel without a Cause)

### Beste Kamera (Schwarzweißfilm)
präsentiert von Cantinflas
James Wong Howe – Die tätowierte Rose (The Rose Tattoo)
Arthur E. Arling – Und morgen werd’ ich weinen (I’ll Cry Tomorrow)
Russell Harlan – Die Saat der Gewalt (Blackboard Jungle)
Charles Lang – Ehe in Fesseln (Queen Bee)
Joseph LaShelle – Marty

### Beste Kamera (Farbfilm)
präsentiert von Cantinflas
Robert Burks – Über den Dächern von Nizza (To Catch a Thief)
Harold Lipstein – Ein Mann namens Peter (A Man Called Peter)
Leon Shamroy – Alle Herrlichkeit auf Erden (Love Is a Many-Splendored Thing)
Harry Stradling Sr. – Schwere Jungs – leichte Mädchen (Guys and Dolls)
Robert Surtees – Oklahoma!

### Bestes Szenenbild (Schwarzweißfilm)
präsentiert von Peggy Lee und Jack Lemmon
Sam Comer, Arthur Krams, Tambi Larsen, Hal Pereira – Die tätowierte Rose (The Rose Tattoo)
Malcolm Brown, Cedric Gibbons, Hugh Hunt, Edwin B. Willis – Und morgen werd’ ich weinen (I’ll Cry Tomorrow)
Randall Duell, Cedric Gibbons, Henry Grace, Edwin B. Willis – Die Saat der Gewalt (Blackboard Jungle)
Ted Haworth, Robert Priestley, Walter M. Simonds – Marty
Darrell Silvera, Joseph C. Wright – Der Mann mit dem goldenen Arm (The Man with the Golden Arm)

### Bestes Szenenbild (Farbfilm)
präsentiert von Peggy Lee und Jack Lemmon
William Flannery, Jo Mielziner, Robert Priestley – Picknick (Picnic)
Howard Bristol, Oliver Smith, Joseph C. Wright – Schwere Jungs – leichte Mädchen (Guys and Dolls)
Sam Comer, J. McMillan Johnson, Arthur Krams, Hal Pereira – Über den Dächern von Nizza (To Catch a Thief)
George W. Davis, Walter M. Scott, Jack Stubbs, Lyle R. Wheeler – Alle Herrlichkeit auf Erden (Love Is a Many-Splendored Thing)
John DeCuir, Paul S. Fox, Lyle R. Wheeler, Walter M. Scott – Daddy Langbein (Daddy Long Legs)

### Bestes Kostüm-Design (Schwarzweißfilm)
präsentiert von Susan Hayward
Helen Rose – Und morgen werd’ ich weinen (I’ll Cry Tomorrow)
Beatrice Dawson – Mr. Pickwick (The Pickwick Papers)
Edith Head – Die tätowierte Rose (The Rose Tattoo)
Tadaoto Kainoshō – Ugetsu – Erzählungen unter dem Regenmond (Ugetsu monogatari)
Jean Louis – Ehe in Fesseln (Queen Bee)

### Bestes Kostüm-Design (Farbfilm)
präsentiert von Susan Hayward
Charles Le Maire – Alle Herrlichkeit auf Erden (Love Is a Many-Splendored Thing)
Edith Head – Über den Dächern von Nizza (To Catch a Thief)
Charles Le Maire, Mary Wills – Die jungfräuliche Königin (The Virgin Queen)
Helen Rose – Unterbrochene Melodie (Interrupted Melody)
Irene Sharaff – Schwere Jungs – leichte Mädchen (Guys and Dolls)

### Beste Filmmusik (Drama/Komödie)
präsentiert von Jerry Lewis und Frank Sinatra
Alfred Newman – Alle Herrlichkeit auf Erden (Love Is a Many-Splendored Thing)
Elmer Bernstein – Der Mann mit dem goldenen Arm (The Man with the Golden Arm)
George Duning – Picknick (Picnic)
Alex North – Die tätowierte Rose (The Rose Tattoo)
Max Steiner – Urlaub bis zum Wecken (Battle Cry)

### Beste Filmmusik (Musikfilm)
präsentiert von Jerry Lewis und Frank Sinatra
Robert Russell Bennett, Jay Blackton, Adolph Deutsch – Oklahoma!
Jay Blackton, Cyril J. Mockridge – Schwere Jungs – leichte Mädchen (Guys and Dolls)
Percy Faith, George E. Stoll – Tyrannische Liebe (Love Me or Leave Me)
Alfred Newman – Daddy Langbein (Daddy Long Legs)
André Previn – Vorwiegend heiter (It’s Always Fair Weather)

### Bester Song
präsentiert von Maurice Chevalier
„Love Is a Many Splendored Thing“ aus Alle Herrlichkeit auf Erden (Love Is a Many-Splendored Thing) – Sammy Fain, Paul Francis Webster
„I’ll Never Stop Loving You“ aus Tyrannische Liebe (Love Me or Leave Me) – Nikolaus Brodszky, Sammy Cahn
„Something’s Gotta Give“ aus Daddy Langbein (Daddy Long Legs) – Johnny Mercer
„(Love Is) The Tender Trap“ aus Die zarte Falle (The Tender Trap) – Sammy Cahn, Jimmy Van Heusen
„Unchained Melody“ aus Unchained – Alex North, Hy Zaret

### Bester Schnitt
präsentiert von Jerry Lewis
William A. Lyon, Charles Nelson – Picknick (Picnic)
George Boemler, Gene Ruggiero – Oklahoma!
Warren Low – Die tätowierte Rose (The Rose Tattoo)
Alma Macrorie – Die Brücken von Toko-Ri (The Bridges at Toko-Ri)
Ferris Webster – Die Saat der Gewalt (Blackboard Jungle)

### Bester Ton
präsentiert von Sal Mineo
Fred Hynes – Oklahoma!
Carlton W. Faulkner – Alle Herrlichkeit auf Erden (Love Is a Many-Splendored Thing)
Watson Jones – … und nicht als ein Fremder (Not as a Stranger)
Wesley C. Miller – Tyrannische Liebe (Love Me or Leave Me)
William A. Mueller – Keine Zeit für Heldentum (Mister Roberts)

### Beste Visuelle Effekte
präsentiert von James Cagney
Paramount Studios – Die Brücken von Toko-Ri (The Bridges at Toko-Ri)
Associated British Picture Corporation – Mai 1943 – Die Zerstörung der Talsperren (The Dam Busters)
20th Century Fox – Der große Regen (The Rains of Ranchipur)

### Bester animierter Kurzfilm (Cartoon)
präsentiert von Marisa Pavan und Jo Van Fleet
Die schnellste Maus von Mexiko (Speedy Gonzales) – Eddie Selzer
Donald der wilde Jägersmann (No Hunting) – Walt Disney
Good Will to Men – Joseph Barbera, William Hanna, Fred Quimby
The Legend of Rockabye Point – Walter Lantz

### Bester Kurzfilm (2 Filmrollen)
präsentiert von Marisa Pavan und Jo Van Fleet
The Face of Lincoln – Wilbur T. Blume
On the Twelfth Day – George K. Arthur
Schweiz (Switzerland) – Walt Disney
The Battle of Gettysburg – Dore Schary
24 Hour Alert – Cedric Francis

### Bester Kurzfilm (1 Filmrolle)
präsentiert von Marisa Pavan und Jo Van Fleet
Survival City – Edmund Reek
Gadgets Galore – Robert Youngson
Three Kisses – Justin B. Herman
3rd Ave. El – Carson Davidson

### Dokumentarfilm (Kurzfilm)
präsentiert von Eleanor Parker
Unternehmen Arktis (Men Against the Arctic) – Walt Disney
The Battle of Gettysburg – Dore Schary
The Face of Lincoln – Wilbur T. Blume

### Dokumentarfilm (Langform)
präsentiert von Eleanor Parker
Helen Keller in Her Story – Nancy Hamilton
Crèvecœur – René Risacher

## Ehrenpreise

### Ehrenoscar
Samurai (Miyamoto Musashi) (Japan 1954) als bester fremdsprachiger Film

### Academy Award of Merit
National Carbon Co.

### Scientific and Engineering Award
Eastman Kodak Co.
Farciot Edouart, Hal Corl

### Technical Achievement Award
20th Century Fox, Bausch & Lomb Co.
Walter Jolley, Maurice Larson, R. H. Spies
Steve Krilanovich
Dave Anderson
Loren L. Ryder, Charles West, Henry Fracker
Farciot Edouart, Hal Corl